# 聯邦首都特區 (奈及利亞)
聯邦首都特區（英語：Federal Capital Territory）是奈及利亞首都阿布賈所在的首都區，1976年成立時是納薩拉瓦州、尼日爾州和科吉州的一部分。聯邦首都區位於奈及利亞的中心地區。不像該國各州一樣首腦是選舉出來的州長，聯邦首都區由聯邦首都區政府管理，其首腦是由奈及利亞總統直接任命的部長。

## 地理
聯邦首都區位於尼日爾河和貝努埃河匯合處以北，其東北部是卡杜納州、東南部是納薩拉瓦州、西南部是科吉州。其所在地是氣候較為溫和的熱帶草原地區。

## 地區議會
聯邦首都區現有六個地區議會，除去阿布賈市之外，還有：
- Abaji
- Gwagwalada
- Kuje
- Bwari
- Kwali

## 外部連結
- Federal Capital Territory (FCT) and City of Abuja official site
- Abuja Interactive Maps （页面存档备份，存于）